# Sukowate
Sukowate (w latach 1977–1981 Sękówka) – nieistniejąca wieś w Polsce położona w województwie podkarpackim, w powiecie sanockim, w gminie Zagórz, 2 km na południe od wsi Kalnica.
W połowie XIX wieku właścicielem posiadłości tabularnej Sukowate był Edmund Krasicki.
Od listopada 1918 do stycznia 1919 – Republika Komańczańska.